# Aldeia Nova (Almeida)
Aldeia Nova ist ein Ort und eine ehemalige Gemeinde im Nordosten Portugals.

## Geschichte
Funde beim Povoado Romano das Trigueiras belegen eine Besiedlung in römischer Zeit. Der heutige Ort entstand vermutlich nach der mittelalterlichen Reconquista. So stammt die Gemeindekirche aus dem frühen 14. Jh.
Aldeia Nova gehörte zum Kreis Castelo Bom, bis zu dessen Auflösung nach dem Miguelistenkrieg 1834. Bis 1870 gehörte es zum Kreis Sabugal, um seither eine Gemeinde Almeidas zu sein.

## Verwaltung
Aldeia Nova war Sitz einer gleichnamigen Gemeinde (Freguesia) im Kreis (Concelho) von Almeida im Distrikt Guarda. In der Gemeinde lebten 33 Einwohner (Stand 30. Juni 2011).
Die Gemeinde bestand nur aus der namensgebenden Ortschaft.
Im Zuge der Gemeindereform vom 29. September 2013 wurden die Gemeinden Aldeia Nova, Leomil, Senouras und Mido zur neuen Gemeinde União das Freguesias de Leomil, Mido, Senouras e Aldeia Nova zusammengefasst.